# NGC 5185
NGC 5185 is een spiraalvormig sterrenstelsel in het sterrenbeeld Maagd. Het hemelobject werd op 19 maart 1787 ontdekt door de Britse astronoom William Herschel.

## Synoniemen
- UGC 8488
- MCG 2-34-25
- ZWG 72.10
- PGC 47422